# 芜湖南站
芜湖南站原名弋江站，是上海铁路局辖下的车站之一，位于中国安徽省芜湖市弋江区珩琅山路与花津南路交叉口，毗邻芜湖汽车客运南站。2013年由宁安城际铁路公司开始建设，2015年12月6日启用。芜湖南站是芜湖铁路枢纽的重要组成部分，担负着宁安客运专线与合杭高速铁路的跨线任务，是芜湖地区第二大铁路客运站，芜湖轨道交通1号线在本站设有芜湖南站。
2020年6月25日，车站更名为芜湖南站，同年6月28日商杭客运专线合肥至湖州段开通，商杭场投入使用。

## 车站结构
芜湖南站站房总建筑面积为5980.2平米，为侧下式旅客站房。站房外立面采用扬帆起航的造型，寓意弋江经济发展扬帆远航，同时使用马头墙装饰来体现当地传统文化。候车室内设有300个候车座椅。站前广场建筑面积37965平方米。

### 站场
芜湖南站设有8条股道，其中宁安客运专线4条、商杭客运专线（合杭高速铁路）4条。
| 站房     | 售票处、候车室                        |
| 正线     | 合杭高速铁路 上行列车                 |
| 1站台    | 合杭高速铁路 往合肥方向（芜湖站）     |
| 岛式站台 |                                       |
| 2站台    | 宁安客运专线 往南京南方向（芜湖站）   |
| 正线     | 宁安客运专线 上行列车                 |
| 正线     | 宁安客运专线 下行列车                 |
| 3站台    | 宁安客运专线 往安庆方向（繁昌西站）   |
| 岛式站台 |                                       |
| 4站台    | 合杭高速铁路 往杭州东方向（湾沚南站） |
| 正线     | 合杭高速铁路 下行列车                 |